# Son of Zorn
Son of Zorn es una sitcom estadounidense creada por Reed Agnew y Eli Jorné. Se emitió en Fox del 11 de septiembre de 2016 al 19 de febrero de 2017. La serie está protagonizada por Cheryl Hines, Johnny Pemberton, Tim Meadows, Artemis Pebdani, y Jason Sudeikis como la voz de Zorn.
El 11 de mayo de 2017, la serie se canceló después de una temporada.

## Sinopsis
La serie es sobre Zorn, un guerrero bárbaro de la isla ficticia de Zephyria, en el Pacífico Sur, que se traslada al condado de Orange, California, para volver a conectarse con su exesposa y su hijo adolescente, Alan.
Dentro del show, Zorn y las cosas nativas de Zephyria están animadas, siguiendo el estilo de He-Man and the Masters of the Universe mientras que el resto del mundo es de imagen real. El tema de apertura de la serie se presentan al estilo de los dibujos animados de fantasía de la década de 1980, como He-Man and the Masters of the Universe y ThunderCats.

## Elenco y personajes
- Cheryl Hines como Edie Bennett, la exesposa de Zorn y la madre de Alan.
- Johnny Pemberton como Alangulon/Alan Bennett, el personaje principal que es el hijo de Zorn y Edie.
- Tim Meadows como Craig Ross, novio de Edie y profesor universitario en línea.
- Artemis Pebdani como Linda Orvend, jefa de Zorn en Sanitation Solutions en el condado de Orange. Linda es luego reemplazada por Blake Erickson, aunque regresa a su posición original en el final de la temporada después de la renuncia de Todd.
- Jason Sudeikis como la voz de Zorn, un guerrero bárbaro de la isla de fantasía del Pacífico Sur, Zephyria, del que es defensor desde 1971. Es el padre de Alan y el exmarido de Edie. Como defensor de Zephyria, Zorn y sus aliados lo defendieron de las amenazas que incluyen, entre otras, Glombeasts, Lava Monsters, Vampires y Liberal Media. En el Condado de Orange, consigue un trabajo en ventas de teléfonos en Sanitation Solutions. Zorn es también una parodia de He-Man.[4]
  - Dan Lippert como la voz en carne y hueso de Zorn, cuyo desempeño es reemplazado por animación.[5]

### Recurrentes
- Mark Proksch como Todd McDonald, compañero de trabajo de Zorn en Sanitation Solutions.
- Tony Revolori como Scott Schmidt, el mejor amigo de Alan.
- Clara Mamet como Layla Green, el interés amoroso de Alan.
- Rob Riggle como la voz de Headbutt Man, un duro aliado de Zorn de Zephyria. Headbutt Man tiene una hija llamada Headbutt Girl y anteriormente perdió a su esposa e hija con los monstruos Zephyrianos que él y el resto de los aliados de Zorn luchan. Él es una parodia de Ram Man.
- Nick Offerman como la voz del Dr. Klorpnis, una criatura no especificada de la parte occidental de Zephyria que es el médico de Zorn.

## Producción
El show fue creado por Reed Agnew y Eli Jorné quienes escribieron el episodio piloto mientras Eric Appel dirige. Inicialmente, Agnew y Jorne se convirtieron en co-showrunners, sin embargo, después de que Fox ordenó que la serie se emitiera, Agnew se retiró y se convirtió en coproductor ejecutivo. En este punto, Sally McKenna fue traída para reemplazar a Agnew; más tarde, en abril de 2016, McKenna se convertiría en el único productor después de que Jorne también abandonara el proyecto.
La selección de Artemis Pebdani y Tim Meadows se anunció en julio de 2015, con Jason Sudeikis, Cheryl Hines, y la participación de Johnny Pemberton se anunció el siguiente noviembre.

## Recepción
Son of Zorn ha recibido críticas generalmente mixtas de críticos de televisión. En Rotten Tomatoes, la serie tiene una calificación de aprobación del 57% basada en 30 críticas y una calificación de 6.3/10. El consenso crítico dice: "Son of Zorn gana puntos por originalidad, un elenco talentoso y risas intermitentes, pero no son suficientes para apuntalar un truco que todavía está en busca de una premisa viable para una serie en curso." En Metacritic, el show tiene un puntaje de 56 de 100 basado en 18 críticas críticas de medios que indican "críticas mixtas".